# Marcillé-Robert
Marcillé-Robert é uma comuna francesa na região administrativa da Bretanha, no departamento Ille-et-Vilaine. Estende-se por uma área de 20,41 km². Em 2010 a comuna tinha 975 habitantes (densidade: 47,8 hab./km²).